# Patrizier-Bräu
Die Patrizier-Bräu war eine Brauerei mit Sitz in Nürnberg und später in Fürth, die über mehr als ein Jahrhundert die Bierkultur in Franken mitprägte. Die Marke „Patrizier“ existiert bis heute und wird von der Tucher Bräu GmbH & Co. KG weitergeführt, die 1986 die Braustätte und Markenrechte übernahm.

## Geschichte

### Gründung und Frühzeit (19. Jahrhundert)
Die Patrizier-Bräu wurde im Jahr 1870 von dem Braumeister Johann Bernhard Scheder in Nürnberg gegründet. Die Brauerei trug zunächst seinen Namen und entwickelte sich rasch zu einem erfolgreichen mittelständischen Unternehmen. Im boomenden industriellen Zeitalter nutzte sie die Vorteile der Eisenbahnanbindung Nürnbergs und des wachsenden städtischen Bierdurstes.
Mit dem Namen „Patrizier“ wollte Scheder an die wohlhabenden und einflussreichen Nürnberger Patrizierfamilien des Mittelalters anknüpfen, die einst den Bierhandel der Stadt kontrollierten. Das Emblem der Brauerei – ein stilisierter Patrizier mit Hut und Umhang – wurde frühzeitig zum Markenzeichen und Symbol für gehobene Bierqualität.

### Aufstieg und Expansion (20. Jahrhundert)
Im Laufe des 20. Jahrhunderts expandierte die Brauerei kontinuierlich. Um 1920 erfolgte die Umfirmierung in Patrizier-Bräu AG. Nach wirtschaftlich schwierigen Jahren in der Zwischenkriegszeit und während der NS-Zeit gelang nach dem Zweiten Weltkrieg ein rascher Wiederaufbau. Die Wirtschaftswunderjahre der 1950er und 1960er Jahre brachten dem Unternehmen seine Blütezeit: Die Brauerei verfügte über moderne Produktionsanlagen, ein gut ausgebautes Vertriebsnetz und war im gesamten fränkischen Raum präsent.
Neben dem Hauptsitz in Nürnberg wurden auch in Fürth Produktions- und Lagerkapazitäten aufgebaut. Die Nähe zu anderen Brauereien in der Region – darunter Humbser, Geismann oder Grüner – führte teils zu Wettbewerb, teils zu Kooperationen oder Fusionen. In dieser Zeit beschäftigte Patrizier-Bräu mehrere Hundert Mitarbeiterinnen und Mitarbeiter.
Die Brauerei war auch für ihr gesellschaftliches Engagement bekannt: Sie unterstützte lokale Vereine, sponserte Volksfeste und betrieb eigene Biergärten und Gastwirtschaften in der Region.

### Krise, Konzentration und Übernahme (1970er–1980er Jahre)
In den 1970er Jahren geriet die Brauerei zunehmend unter Druck. Die gesamte deutsche Brauwirtschaft erlebte in dieser Zeit eine Konsolidierungswelle: Große Brauereikonzerne verdrängten kleinere und mittlere Wettbewerber vom Markt. Auch der Konsumrückgang beim Bier, der zunehmende Kostendruck durch neue Umwelt- und Technikstandards sowie der Wandel in der Gastronomielandschaft machten der Patrizier-Bräu zu schaffen.
Die Fusion mit anderen kleineren fränkischen Brauereien brachte nicht die erhoffte Stabilität. Schließlich wurde die Brauerei im Jahr 1986 von der Tucher Bräu GmbH & Co. KG, einer der größten Brauereien Nordbayerns, übernommen. Die Produktion im Werk Fürth wurde daraufhin eingestellt. Die Gebäude wurden in den Folgejahren zum Teil abgerissen oder zu anderen Zwecken umgenutzt.

## Marke und Produkte
Auch nach der Übernahme blieb die Marke „Patrizier“ erhalten. Tucher übernahm das Markenportfolio und produziert bis heute unter dem Namen „Patrizier Bräu“ verschiedene Biersorten, teilweise mit historischen Bezügen, aber in moderner Rezeptur. Die Marke „Patrizier“ ist heute im Eigentum der Tucher Bräu, die sie für eine kleine Auswahl an Bieren verwendet, die sich stilistisch an die historische Linie anlehnen. Sie ist hauptsächlich in der Gastronomie und im regionalen Handel erhältlich.